# Antonio Montero Moreno
Antonio Montero Moreno (ur. 28 sierpnia 1928 w Churriana de la Vega, zm. 16 czerwca 2022) – hiszpański duchowny rzymskokatolicki, w latach 1980-1994 biskup Badajoz i 1994-2004 arcybiskup Méridy-Badajoz.

## Życiorys
Święcenia kapłańskie przyjął 19 maja 1951. 4 kwietnia 1969 został mianowany biskupem pomocniczym Sewilli ze stolicą tytularną Regiana. Sakrę biskupią otrzymał 17 maja 1969. 3 maja 1980 objął rządy w diecezji Badajoz. 28 lipca 1994 został podniesiony do rangi arcybiskupa Mérida-Badajoz. 9 lipca 2004 przeszedł na emeryturę.